# Сіяк Стефанія Юріївна
Стефанія Юріївна Сіяк (Кобзей) (народилася 13 серпня 1897 року — вбита 15 грудня 1937 року) — учителька, медсестра Червоного Хреста, стрілець 4-ї жіночої чоти Окремого залізного загону Галицької армії. Заарештована в 1937р., розстріляна. Лицар срібної медалі Червоного Хреста.

## Життєпис
Сіяк Стефанія, родом Кобзей, санітарка, народилася в Делятині (Івано-Франківська обл.) в родині адвоката приблизно 1895 року (точна дата невідома). Була студенткою філософії у Львівському університеті. Одружилася з концепієнтом свого батька д-ром Іваном Сіяком. Перша дружина Івана Михайловича Сіяка, директора київського Інституту лінгвістичної освіти. Разом з чоловіком вступила до Українських січових стрільців і працювала в санітарній частині Червоного Хреста. За свою службу на полі бою одержала срібну медаль Червоного Хреста.
Була старшим діловодом Посольства УССР у Польщі та Торгового представництва УССР у Польщі (1921—1923), технічна секретарка «Бюлетеня НКО» (Харків), секретарка, відповідальна секретарка Укрнауки НКО УССР (1924—1926). 3 березня 1927р.— аспірантка Науково-дослідної кафедри географії та антропології Харківського ІНО (секція географії). 
Згодом разом з чоловіком стала в ряди Української галицької армії. Сотник Іван Сіяк зорганізував «Залізний Загін», при якому створилася теж і дівоча сотня (четверта), до якої належала Стефанія. Сотнею командувала хорунжа Кривівна (Маруся Крива.— Ред.). У бою 10 вересня 1919 р. під Кривцем значна частина «Залізного Загону» разом з командиром та дівочою сотнею попадають у більшовицький полон.
Після Визвольної боротьби сотник Іван Сіяк разом із Стефанією залишаються на Наддніпрянщині та замешкують у Харкові. Тут народжується син Стефан, приблизно 1920 року, та дочка Надія— приблизно 1923 року.
У Харкові Стефанія працювала в інституті дослідів над цукровим буряком. В 1933 р. її переведено на дослідчу станцію в Казахстан, де згодом вона була заарештована та розстріляна. Точна дата смерті, як доля дітей, невідомі..